# أوريول لوزانو
أوريول لوزانو (بالإسبانية: Oriol Lozano) (مواليد 23 مايو 1981 في سودانيل - إسبانيا) لاعب كرة قدم إسباني يلعب حاليا لصالح نادي الدرجة الأولى ريسينغ سانتاندر الإسباني منذ 2004 في مركز قلب الدفاع .

## روابط خارجية
- أوريول لوزانو على موقع قاعدة بيانات كرة القدم.إي يو (الإنجليزية)
- أوريول لوزانو على موقع Soccerway.com (الإنجليزية)